# Santa Marija ta’ Bir Miftuħ

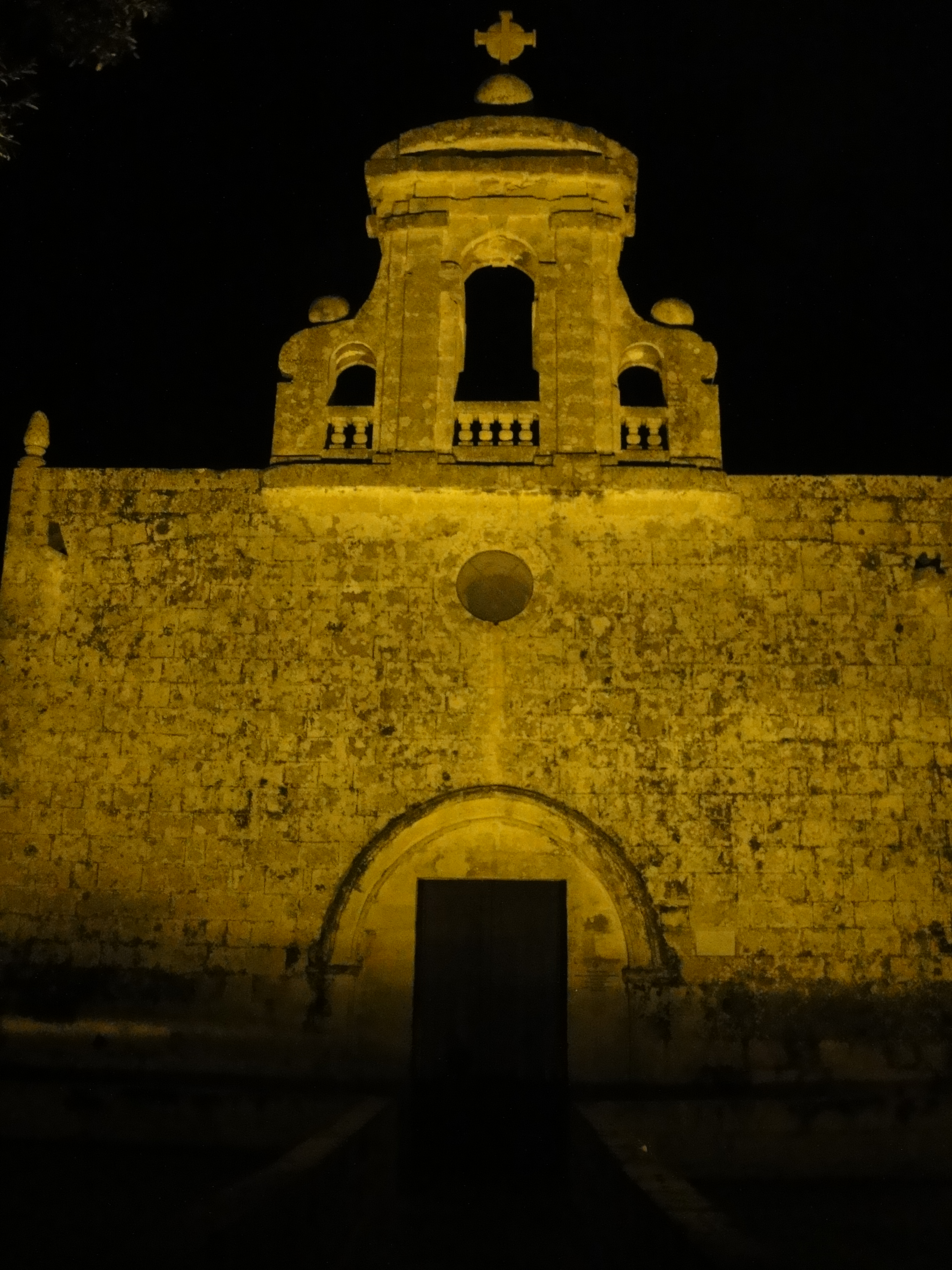
Santa Marija ta’ Bir Miftuħ

Santa Marija ta’ Bir Miftuħ ist eine Kapelle in der Nähe der maltesischen Ortschaft Gudja und des internationalen Flughafens.

## Baugeschichte
Die um 1430 erbaute Kapelle wurde im Laufe der Jahrhunderte mehrfach umgestaltet. In ihrer ursprünglichen Form war sie wahrscheinlich kleiner, sie wurde im 16. Jahrhundert vergrößert. Die zu jener Zeit entstandene Westfassade zeigt gotische Spitzbögen, wovon jedoch bei Umbauten im 17. Jahrhundert ein akanthusverzierter Bogen verloren ging. 1942 trug sie Kriegsschäden davon.

## Baukörper
Der langgestreckte rechteckige Bau des 16. Jahrhunderts trägt ein leicht geneigtes Dach, das von einer niedrigen Brüstung umgeben ist. Zentral über dem Eingang steht ein später hinzugefügter dreibogiger Glockenträger, dessen barocke Formgebung auf eine Entstehung nicht vor dem 17. Jahrhundert hindeutet. Hingegen werden die Wasserspeier an der rechten Seite der Kapelle dem ursprünglichen Baubestand zugeordnet. Im westlichen Giebelbereich befindet sich eine ovale Fensteröffnung, die Licht in das Innere des Bauwerks gelangen lässt. Bei Restaurierungsarbeiten wurde an der Westseite ein Fresko des Jüngsten Gerichts freigelegt.

## Nutzung
Von 1436 bis 1676 diente Santa Marija ta’ Bir Miftuħ als Pfarrkirche für die umliegenden Ortschaften. Seit 1970 wird die Kapelle von der maltesischen Denkmalschutzorganisation Dín l-Art Ħelwa betreut. Seit 1997 findet hier im Sommer das Bir Miftuħ International Music Festival statt.

## Belege
- Chapel of St. Marija ta' Bir Miftuh. (PDF) In: National Inventory of the Cultural Property of the Maltese Islands. Sovrintendenza tal-Patrimonju Kulturale, 27. September 2013 (englisch).
- Chapel of Santa Marija ta’ Bir Miftuh. In: Heritage Sites managed by Din l-Art Helwa. Dín l-Art Ħelwa (englisch).

Koordinaten: 35° 51′ 6″ N, 14° 29′ 50,9″ O